# 蕭柳
蕭柳（しょう りゅう、生没年不詳）は、遼（契丹）の軍人・政治家・詩人。字は徒門。

## 経歴
蕭阿古只の五世の孫にあたる。幼いころ伯父の蕭排押の家で養われた。統和年間、叔父の蕭恒徳の推挙を受けて、侍衛として出仕した。統和17年（999年）、南征に参加すると、北宋の范廷召が方陣を布いて待ちうけていた。皇弟耶律隆慶が諸将に先陣を切る者がいないか訊ねると、蕭柳は駿馬を得て先陣に志願したいと答えたので、耶律隆慶は蕭柳に良馬を与えて先陣を切らせた。蕭柳の前に宋軍が少し後退したところ、耶律隆慶が攻勢をかけた。蕭柳は流れ矢を受けて負傷しながらも奮戦し、宋軍を撃破した。
蕭排押が東京留守となると、蕭柳はその下で四軍兵馬都指揮使となった。その翌年に北女直詳穏となったが、蕭柳の統治は簡素ながら厳格であり、部民に畏敬された。東路統軍使に転じた。任期を終えたが、人民が蕭柳の留任を求めたので、再び任についた。高麗遠征に参加したとき、大蛇が道をふさいでいたため、先行していた者たちが迂回するよう求めた。蕭柳は「壮士がどうしてこれを懼れよう」と言い、抜剣して蛇を斬った。遠征から帰還すると、致仕した。
蕭柳は滑稽を好み、君臣の宴会の場でも諧謔を披露して遠慮しなかったので、当時の人は蕭柳のことを俳優（わざおぎ）にたとえた。臨終のときにも「俳優の名を何ぞ避けん」といい、寝衣のまま座って「吾去らんかな」と言い終わると死去した。
耶律観音奴が蕭柳の書いた詩1000篇を集めて『歳寒集』にまとめた。

## 伝記資料
- 『遼史』巻85 列伝第15